# Senna divaricata
Senna divaricata là một loài thực vật có hoa trong họ Đậu. Loài này được (Nees & Blume) Lock miêu tả khoa học đầu tiên.